# 普馬索洛山
16°38′16″S 70°34′26″W / 16.63778°S 70.57389°W
普馬索洛山（Puma Sulu），是秘魯的山峰，位於該國南部莫克瓜大區，由涅托元帥省的聖克里斯托巴爾區負責管轄，屬於安地斯山脈的一部分，海拔高度5,015米。